# 케울레나무
케울레나무(keule--, 학명: Gomortega keule 고모르테가 케울레[*])는 녹나무목의 단형 과인 케울레나무과(keule--科, 표준어: 케울레나뭇과, 학명: Gomortegaceae 고모르테가케아이[*])의 단형 속인 케울레나무속(keule--屬, 학명: Gomortega 고모르테가[*])에 속하는 유일한 종이다. 열매는 케울레(마푸둥군어: keule, 스페인어: queule)이다.
칠레 중부 해안가의 아주 한정된 서식지에서만 자란다. 무분별한 벌목으로 멸종 위기에 놓여 있다.
약 3.4~4.5cm 크기의 노란 식용 열매를 맺는다.

## 이름
속명 "고모르테가"는 스페인 식물학자 카시미로 고메스 오르테가(Casimiro Gómez Ortega)의 이름을 따 지어졌으며, 종소명 "케울레"는 마푸체어로 이 나무의 열매를 일컫는 말인 "케울레(keule)"에서 유래했다.

## 계통 분류
2016년 APG IV 분류 체계에서는 케울레나무과를 목련군 녹나무목 아래에 분류하며, 이는 2009년 APG III 분류 체계, 2003년 APG II 분류 체계 및 1998년 APG 분류 체계의 분류와 동일하다.

## 사진

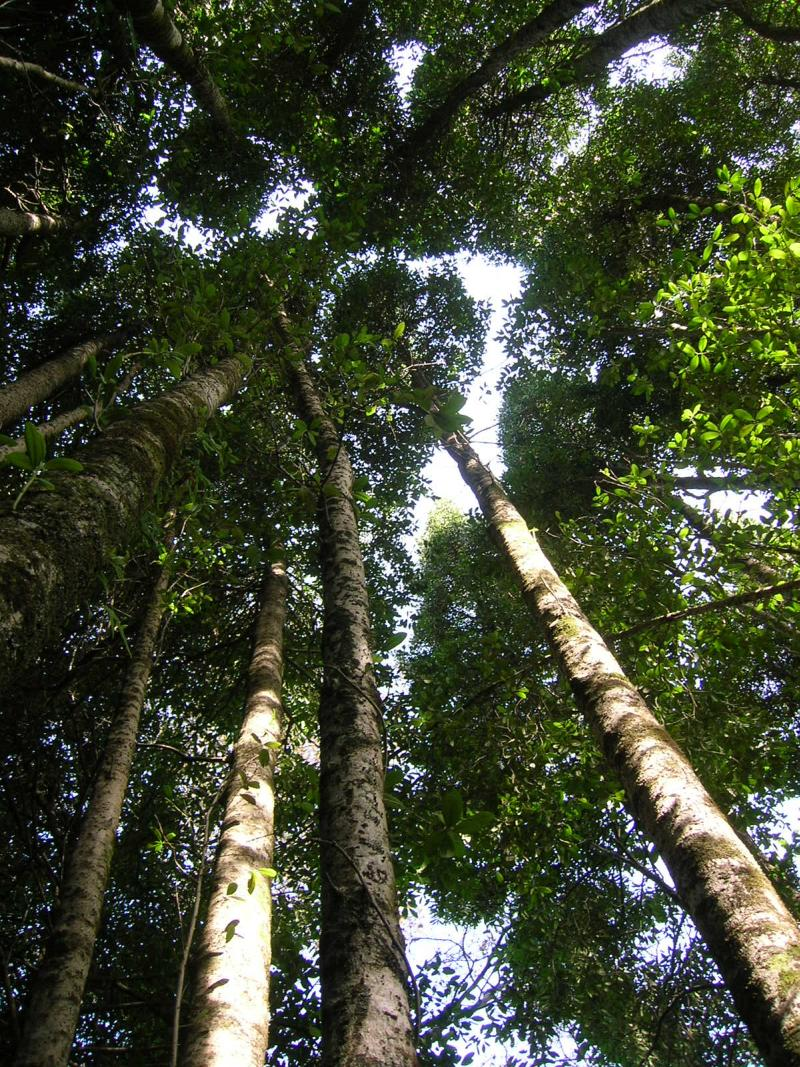
나무
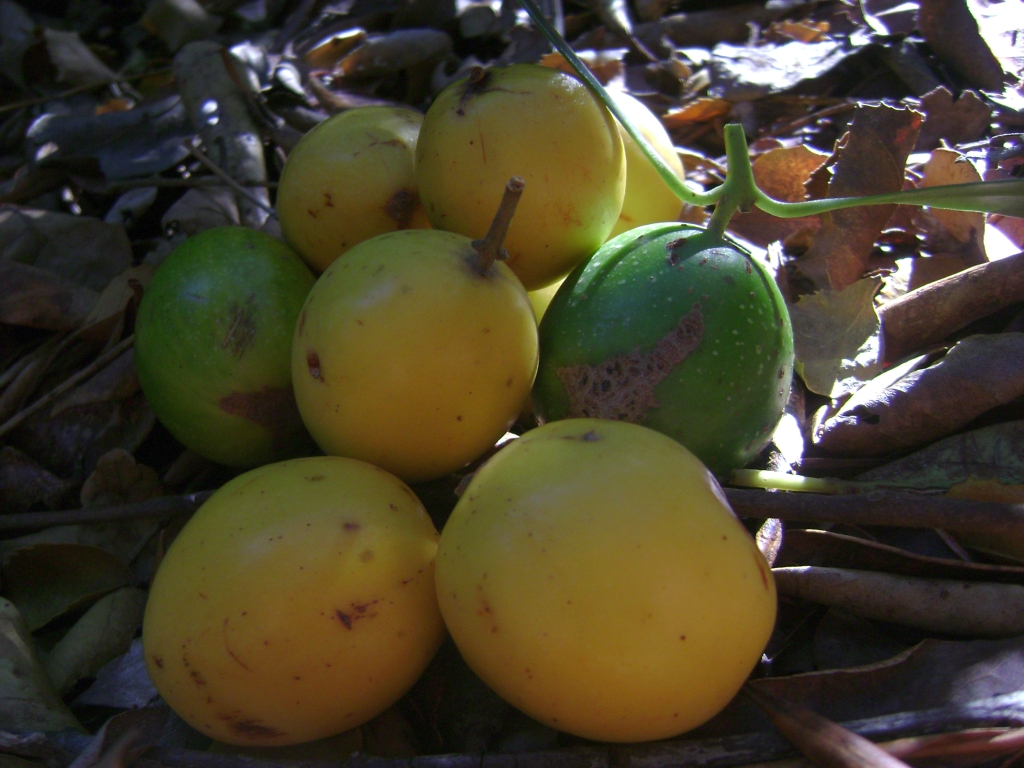
열매